# 1129
| 1129               |
| ------------------ |
| Dødsfald - Fødsler |
|                    |

| Gregoriansk kalender | 1129 MCXXIX             |
| Ab urbe condita      | 1882                    |
| Armensk kalender     | 578 ԹՎ ՇՀԸ              |
| Kinesiske kalender   | 3825 – 3826 戊申 – 己酉 |
| Etiopisk kalender    | 1121 – 1122             |
| Jødisk kalender      | 4889 – 4890             |
| Hindukalendere       |                         |
| - Vikram Samvat      | 1184 – 1185             |
| - Shaka Samvat       | 1051 – 1052             |
| - Kali Yuga          | 4230 – 4231             |
| Iransk kalender      | 507 – 508               |
| Islamisk kalender    | 523 – 524               |

Konge i Danmark: Niels 1104-1134
Se også 1129 (tal)

## Begivenheder
- 21. august Yorimoto bliver shogun i Japan.
- kejser Toba af Japan begynder sit klosterstyre
- Knud Lavard bliver konge over obotritterne
- Magnus den Stærke bliver gift med prinsesse Rikissa af Polen
- Den senere Borgruinen Velburg nævnes første gang.

## Født
- Henrik Løve, fyrste i det Tysk-Romerske rige
- Knud 5. af Danmark

## Dødsfald
- Markgreve Leopold af Steiermark og efterfølges af Otakar III